# Periklís Iakovákis
Periklís Iakovákis (Patras, Grecia, 24 de marzo de 1979) es un atleta griego, especialista en la prueba de 400 m vallas, en la que ha logrado ser medallista de bronce mundial en 2003.

## Carrera deportiva
En el Mundial de París 2003 ganó la medalla de bronce en los 400 metros vallas, con un tiempo de 48.24 segundos, quedando en el podio tras el dominicano Félix Sánchez y el estadounidense Joey Woody.